# カバネ
カバネ（姓）は、古代日本のヤマト王権において、治天下大王（あめのしたしろしめすおおきみ（天皇））から有力な氏（ウジ、ウヂ、氏族）に与えられた、その氏の位階・体裁・性格を示す称号である。
時代によって変遷があった：
- 古代は、臣（オミ）、君（キミ）、連（ムラジ）、直（アタヒ）、造（ミヤツコ）、首（オビト）
- 684年以降は、真人（マヒト）・朝臣（アソミ）・宿禰（スクネ）・忌寸（イミキ）・道師（ミチノシ）・臣（オミ）・連（ムラジ）・稲置（イナギ）

社会的な位置づけは時代と共に変化しつつもカバネは使用され続けたが、近代に入って終焉を迎えた。日本国内の公文書において公的に姓（カバネ）が存在し得たのは、1871年（明治4年）の「公用文書ニ姓尸ヲ除キ苗字実名ノミヲ用フ（姓尸不称令 せいしふしょうれい）」による規制までである。

## 概要
姓（カバネ）は、一般的には貴族や武士の氏（ウヂ）に付された、何らかの位階・体裁・性格を示す称号であった（但し、姓（カバネ）・氏姓（ウヂ・カバネ）・姓字といった用語はしばしば多義的な意味合いを含むことが多く、文脈・論者によって異なる意味合いで異なる使い方をされる場合がある）。
姓（カバネ）は、具体的には以下のような人名における太字の部分の称号である。
- 物部弓削守屋連（物部守屋）
- 蘇我臣入鹿、蘇我入鹿臣[注釈 1]（蘇我入鹿）
- 藤原朝臣道長（藤原道長）
- 源朝臣家康（徳川家康）（氏は「徳川」)。
- 越智宿禰博文伊藤（明治2年の明治朝廷の文書では苗字の「伊藤」の部分は小文字。同じ明治朝廷の文書でも明治4年以降は伊藤博文）

カバネには「姓」という漢字表記が当てられているが、この字は先秦時代の中国では血縁的氏族を指し、一方で「氏」字は領土的氏族を指すものであった。しかし漢代には両者が混同されるようになっており、日本に漢字が伝来した際こうした字義の混用も伝わった。古代日本の史書では「姓」字によってウヂ、カバネ、あるいはその双方を指す場合がある。
古くから、カバネは氏の格を表す尊号であり序列を表すものとしても解されているが、元来はそうした序列を示す機能はなかったとも言われ、カバネがいつ頃、どのような理由で誕生したのかは厳密にはわかっていない。通説的には氏（ウヂ）の確立と共に6世紀半ば頃までには成立していたとされ、天皇（大王）から氏に、あるいは個人とその家族の単位に賜姓されるものであった。代表的な古代のカバネには臣（オミ）、君（キミ）、連（ムラジ）、直（アタヒ）、造（ミヤツコ）、首（オビト）などがある。
684年（天武13年）に八色の姓（やくさのかばね）が制定され、上位から順に真人（マヒト）・朝臣（アソミ）・宿禰（スクネ）・忌寸（イミキ）・道師（ミチノシ）・臣（オミ）・連（ムラジ）・稲置（イナギ）の8種に整理された。
これらは奈良時代から平安時代にかけて上位の冠位を得ることができる氏と下級の氏を分けるものとして扱われ、上位のカバネを求めて改姓が繰り返された。最終的には朝臣・宿禰以外はほとんど賜姓の対象とならなくなり、また平安時代後期頃までに藤原氏に代表される特定氏族が上位の冠位を占有するようになるとともに実質的な意味合いを失っていった。
しかし、カバネ自体はその後も命脈を保ち明治時代初期まで存続した。明治維新後、日本人の人名に関する規定が整理される中で、1871年（明治4年）の姓尸不称令によって公文書においてカバネ（尸）を表記しないことが定められた。

## 起源
カバネの発祥の経緯は明確ではない。通説的には6世紀なかば頃までのある時期に制度として確立し、当初はヤマト王権の朝廷で政治的地位を有していた氏（ウヂ）に対し、地位・職掌に基づき与えられた称号であるとされる。カバネを冠する氏（ウヂ）の起源もまた明確ではないが、『日本書紀』『古事記』（記紀）において中臣や大伴などの氏名が人名に関されて記述されるようになるのは概ね応神朝以降である。外国史料では確実に氏の名であろうと思われる記載が現れるのは『隋書』（7世紀成立）であり、『日本書紀』に引用されている百済系史料（『百済三書』）では欽明朝（6世紀）頃を境に日本人（倭人）の人名表記に氏名と見られるものが表記されるようになっている。また、年代・読解ともに確実ではないが、考古学的史料では隅田八幡神社人物画像鏡に登場する「開中費直」が「河内直」であるとする見解があり、同鏡に記載されている癸未年という年号が503年であるとすれば6世紀初頭には河内というウヂが存在し、直（アタヒ）というカバネが使用されていたと見ることができる。これらのことから、概ね欽明朝（6世紀）までには氏（ウヂ）とカバネが成立していたであろうと考えられる。
古代日本の史料に登場し地名や部名で呼ばれる氏（ウヂ）は原始社会に普遍的に見られる氏族とは大きく異なるものであった。氏は日本の古代国家において王権との関係性と密接な関わりを持つ政治的集団であり、その氏が冠するカバネはヤマト王権と諸氏の政治的関係の表現であった。ヤマト王権・日本の古代国家の内部構造について厳密なことは不明であるが、恐らく天皇（大王）にある種の精神的権威を持たせて結合の中心とし、緩やかな連合体を構築した大和地方（奈良県周辺）の諸豪族と、各職業を分掌する伴造（トモノミヤツコ）で構成されていたと考えられる。ヤマト王権による日本列島の統合が進み王権が強化されると共に、これらの諸豪族に一定の地位が与えられてそれが継承されるようになり、カバネが付与されて政治的組織として確立されていくようになっていったと見られる。カバネと判断できる称号がヤマト王権から諸氏へ与えられるようになった時期ははっきりとはわからない。『先代旧事本紀』などの文献では垂仁天皇（第11代）ころから朝廷による付与が行われていたという記載があるが、こうした古文献の記述をそのまま史実とすることはできない。
カバネという言葉の語源もまた、明確にはわかっていない。「アガメナ（崇名）」「カハラネ」「カブネ（株根）」「カハホネ」「カバネナ」「カボネ」「カラホネ」などといった言葉から派生したとも、朝鮮語で「族」の意味を持つ「骨」字を日本語読みにしたものとも言われる。しかし、カバネという用語が「蘇我臣」「物部連」「河内直」などのように氏名の下に書かれる臣（オミ）、連（ムラジ）、君（キミ）といった称号を指すものであったことは確実である。左に挙げたような代表的なカバネは大化の改新（7世紀半ば）以前から存在したと考えられるものである。
各カバネの起源も同じく明らかではない。より古い時代には酋長・部族の長たちが、多くの場合は地名に尊称を付して呼ばれており、これらが後のカバネの原型であったとも考えられている（原始的カバネ）。このような尊称にはヒコ（彦）、ヒメ（媛）、キミ（君）、タケル（梟師）、トベ（戸畔）、ネコ（根子）、ミミ（耳）、タマ（玉）、ヌシ（主）、モリ（守）、ツミ（積）などがある。これらのうちのいくつかは『三国志』「魏書」東夷伝倭人条（魏志倭人伝）に対応すると見られるものがあり、極めて古い時代から使用されていたことがわかる。「魏志倭人伝」に見られるこれらの「原始的カバネ」が「官」の名前であり、かつ地名に彦や媛を追加した古代の人名と関係が深いと考えられることから、これらの原始的カバネは元来、尊称というだけではなく官職とも関係の深いものであったとも想定される。

## 古代のカバネ
古代のカバネは臣（オミ）、君（キミ）、別（ワケ）、連（ムラジ）、直（アタヒ）、造（ミヤツコ）、首（オビト）、国造（クニノミヤツコ）、県主（アガタヌシ）、村主（スグリ）など、およそ30種弱が知られている。氏（ウヂ）に対してどのようなカバネが与えられるかは概ね祖先の出自もしくは官職によって決まったものと言われている。祖先の出自によるカバネの代表例として皇別氏族に多い「臣」、神別氏族に多い「連」があり、官職によるものには「国造」「県主」「稲置（イナギ）」「史（フヒト）」「画師（エシ）」、あるいは「（何々）人」と言ったものがあるとされる。このような観点は近代歴史学のものではあるが、阿部武彦によれば既に大化の改新の頃にはそのような認識が存在したらしく、古代の詔勅の中には「基の王の名をかりて伴造（トモノミヤツコ）となし、祖の名によりて臣連となす」というものがある。前者は王権に奉仕する名代子代のような集団が「造」のカバネを称していたことを、後者は有力な氏が祖先の出自に基づいて「臣」「連」を称していたということを意味すると考えられ、7世紀の人々がカバネについてこのような認識を持っていたことを示す。
しかし、これらのカバネが初めて登場するのはより古い時代であり、7世紀の記憶が史実を伝えていると見ることはできない。各カバネを有する氏族に見られる特徴から、カバネは古代の部民制の発達と密接な関わりを持って発展したもの見られ、「臣」「君」「連」「造」「直」などのカバネは与えられた基準が比較的はっきりしている。以下、阿部武彦のまとめに従って代表的なカバネについて列挙する。
オミ「臣」と表記される。畿内地方を中心に、地名を名とする氏（蘇我臣、小野臣、出雲臣、吉備臣など）に多く見られ、その多くは地方的な豪族に由来を持つものと見られる。蘇我臣、和珥臣、阿倍臣、春日臣、葛城臣など、古代において天皇の后妃を出した氏が多く、その数は他のカバネを圧倒している。これらのことから、古くは天皇（大王）と共にヤマト政権を連合的に形成した諸豪族を中心に臣姓が与えられたものと見られる。オミという言葉の意味は不明であるが、何らかの尊敬の意味を持った言葉であろうと言われている。「臣」という漢字が用いられた理由も不明である。
キミ「君」「公」と表記される。いずれもキミと読むが「君」「公」は必ずしも同一のカバネではなかったと見られ、「公」字をあてるものは継体天皇の一族、および継体以降の皇別氏族に与えられている。上毛野氏・下毛野氏（関東）、綾氏（四国）のように遠隔地の半自立的な豪族が目立ち、関東、九州、北陸の国造に君姓のものが多かったこともこの傾向を明らかにしている。筑紫君、火君のように、君姓氏族は臣姓氏族と同じく地名を氏の名とするものが多いのも特徴である。他に大三輪氏のような祭祀的な伝統を持つ氏族も君姓を名乗っており、「キミ」のカバネは概ね、継体以降に分かれた新しい皇別氏族、遠隔地の半自立的氏族、伝統的な地祇系氏族の三者に与えられたものと見られる。
ムラジ「連」と表記される。この漢字表記の由来は不明瞭であるが、ムラジという名称は元来「群主（ムレアルジ、あるいはムラウシ）」の意で、伴部の首長を表したものと見られる。後代では「祖の名によって」与えられたカバネとされるものの、中臣連、物部連、大伴連、土師連、掃部連のように職掌を氏名とするものが多く、元来は中臣部、物部、土師部などの部民の長として天皇（大王）に奉仕していた人々のカバネであったと考えられる。時と共に職掌外の任務も担うようになりその中から有力氏族として台頭する氏も現れた。
ミヤツコ「造」と表記される。宮ツ子、あるいは奴（ヤッコ）から来ているとも尊称であるとも言われる。造姓を持つ氏族はほとんどが職業部、名代子代の伴造であり、基本的に伴部の首長のカバネであったと考えられる。同じく伴部の首長のカバネであったと見られる「連」との違いは明確にはわからない。「非常に大ざっぱ」（阿部）な区分としては、山部、海部、土師部などに典型的に見られるように地方に居住し現地で部民を統括していた長が「造」であり、この現地の長を中央で従える広義の伴造が「連」であったかもしれない（山部に対する山部連、海部に対する阿曇連など）。また、山部などと同じく地方に居住し長を持つが、中央の豪族ではなく官司に隷属しており、貢納よりも中央への上番を中心とする部民、例えば馬飼部、鍛冶部、史部、蔵部なども「造」姓のものが多い。このタイプの氏は基本的に渡来人（帰化人）であり、このため「造」のカバネは渡来系氏族に数多く見られる。この二つのタイプの伴部（品部）は前者の方がより古く、「連」によって統率される伴部は基本的に前者のものであり、より新しい後者の伴部の長には「造」しか存在しなかったと見られる。「造」「連」のカバネがこのように画一的に把握できることは、これらのカバネがある時期に（複数回）制定的に定められたことを示す。
アタヒ「直」と表記される。「費」「費直」と書くこともあり、アタエとも読む。語源については、アタは「貴」、エは「兄」を意味するとも、朝鮮語で上長の意味とも言われる。「直」字が使用された理由は不明瞭であるが「番人」の意味であり、地方の長官としての役割を示すとも考えられる。国造のカバネに良く見られるが、全ての国造が直姓であったわけではなく、主に近畿、吉備と出雲以外の中国地方、四国、東海道、関東南部に直姓の国造が広がっていた。関東北部や九州の国造には君姓のものが多く、吉備と出雲の国造は臣姓である。ヤマト王権は征服された地方豪族を完全に滅ぼすことは少なく、概ね国造として地位を認め支配したと見られ、そうした地方豪族に「直」のカバネが与えられていったものと見られる。
オビト「首」と表記される。首姓氏族には大きく3類型がある。1つは伴部（山部首、海部首、忌部首など）で、例外はあるが地方に居住して現地の部民を統括する地方有力者である。2つ目は渡来人（帰化人）系氏族（西文首、馬飼首、韓鍛冶首など）で、官僚的な職位によるものと見られ職掌名を氏の名とする。3つ目は屯倉（ミヤケ）の管理者、県主、稲置であり、地名を氏の名とする（例えば大戸村の屯倉の管轄者が大戸首、志紀県主が志紀首とされるなど）。「首」姓氏族全体に共通して地方村落の首長という性質が見られる。

## 八色の姓
天武天皇13年（684年）、八色の姓（やくさのかばね）の制定が行われた。これは「『氏姓』変革の歴史に於いて画期的な事件として注目されている。」（阿部）この時の詔では旧来の諸氏の族姓を改めて、上位から順に真人（マヒト）・朝臣（アソミ）・宿禰（スクネ）・忌寸（イミキ）・道師（ミチノシ）・臣（オミ）・連（ムラジ）・稲置（イナギ）の8種のカバネを与えることが宣告された。
この族姓改革の理由、意図については様々に論じられており、大化の改新以来の対氏族政策の最終的な処置として、古い氏姓制度を新しい体制の中に取り込むために行われた、または古い姓に付随した政治的特権を整理し新しい体制を構築するためのものであったなどの見解がある。また、上記のような対氏族政策とは別に、大化の改新以降の政治改革と関係があり、新たに整備された官僚制が、族姓制度の改革をも要求したのではないかという見解もある。
いずれにせよ、八色の姓の制定は単独で実施された孤立した政策ではなく、制定の数年前から「造」「値」姓の氏、または個人に次々と「連」姓が与えられていたことが『日本書紀』に記録されている。これもまた、天武朝期における官僚制の強化と関係があるとも考えられ、臣・連・伴造・国造、あるいは品部といった古い政治組織が改変されて律令官へと組み替えられる中で、この変化に合わせてカバネも変更されたと見られる。また、官の位階の昇進について職務精励を評価して昇進させるという規定が存在したことで、旧来「臣」「連」姓を持つ氏に独占されてきた上位の冠位に登る「造」「直」出身者が登場した。この情勢が天武朝期に「造」「直」姓から「連」姓への改姓が繰り返された理由であるかもしれない。実際にはこのような大きな人事制度の変更とそれに伴う急激な昇進は紛争の種であったらしく、天武11年（682年）には「族姓が定まらずば考選の色にあらず」として人事査定に行状のみならず族姓も勘案することが明確化された。
このような中で天武13年（684年）の八色の姓の制定は行われ、翌天武14年には位階制の拡張が行われた。八色の姓で定められた姓のうち、実際に賜姓が行われたのは基本的に真人、宿禰、朝臣、忌寸の4つだけであった。なぜ上位の4姓以外が運用されなかったのかについて記録は残されていない。八色の姓の制定は恐らくは官人の任用・昇進において族姓を考慮することが明確化されたことによって、族姓の等級をはっきりさせる必要が生じたことから、カバネを整理し改めたものと考えられる。また、それと併せて皇親の地位を明確化する意図があったとも言われている。天武朝期に真人姓が与えられた氏のうち、出自がわかっているものは継体天皇の近親またはそれ以後の王裔である。
阿部武彦は八色の姓の制定以降、奈良時代を通じて改姓の実例はほとんどが5位以下の冠位にしか就くことができない低い位階からの昇格であることに注目し、忌寸以上の姓を与えることは小錦（律令制の規定では5位）以上の冠位を得ることができる氏であることを定めるものであったことに重点が置かれており、これより上位の姓を得ることに人事上の意味があったためであるとしている。昇進に一定以上のカバネが必要であったことから官人たちは競って改姓を願い出るようになった。八色の姓が制定された天武朝以降、六国史に記録された改姓は1200件にも及ぶ。この時代の改賜姓は上述のように5位以下の低い位階の官人を中心としており、また個人およびその近親といった小さな単位で行われていることが特徴である。このような事実は、八色の姓制定時点で名門とされた氏には当初から5位以上の冠位に昇進可能なカバネが与えられていたことを予想させ、また賜姓の単位が個人レベルまで細分化していることはカバネの上昇が官人としての活躍と関連していたことを示す。
こうして、古代の政治組織の確立と密接に関わっていたカバネは、奈良時代に入ると律令体制の確立と共に整備された官僚制と結びつくことになる。奈良時代を通じて頻繁に行われた改姓は時期によって異なる特徴がある。阿部武彦によれば概ね4期に区分することが出来、それぞれの時代の特徴は以下のようなものである。
1. 天武天皇から元正天皇時代：八色の姓の制定時、基本的な方針としては遠い皇親に朝臣、神別氏族には宿禰、といったように氏族の出自を重視して上位のカバネが授与された。しかし、この時期はカバネの変更は少なく無姓の官人に臣・連・君・造と言った古いカバネが与えられている。なぜ古い姓の授与が行われていたのかは不明である[39]。
2. 聖武天皇から称徳天皇時代：多数の渡来人（帰化人）にカバネが与えられていることに特徴がある。また、聖武天皇の時代には忌寸・連の賜姓が中心であるのに対し、時代が進むほど宿禰や朝臣など上級のカバネが与えられるようになっていった。渡来人（帰化人）への賜姓は中下層の官人における彼らの重要性の増大によると考えられるが、これによって朝臣・宿禰といったカバネで元来考慮されていた氏族の出自の基準が形骸化し、最終的には完全に失われた。『新撰姓氏録』ではこの世相について序文で『諸蕃にゆるして願にまかせて之を賜ふ。遂に前姓後姓をして文字これに同じく、蕃俗倭俗相疑わしむ」と描写している[40]。
3. 光仁天皇から桓武天皇の時代：カバネ賜与の整理期であり、賜姓件数が減少するとともに諸氏の出自を調査し、石上朝臣を物部朝臣に服するなど、氏名の復古的な動きがみられた。氏名の変更・改姓に祖先の出自を重視するようになっている点において第2期から大きく変化している[41]。
4. 平城天皇以降：仁明天皇の時代頃までに朝臣・宿禰以外のカバネが全く賜姓の対象とならなくなる。これは上級の官が特定の氏族に独占される傾向が強くなっていったことで、冠位の昇進において有力な氏との関係性の方が重要となり、カバネの高低に実質的な意味がなくなっていったことと関係していると考えられる。カバネに比べ氏名の重要性が増したことで、各氏が昇進が見込める（本宗家の）氏名に変更を願い出るケースが目立つようになる（引田朝臣や狛朝臣から阿倍朝臣への変更など）。最終的に上級官職のほとんどが藤原氏に独占されるに至って賜姓の記録は急速に減少し、光孝天皇代にはわずか8件（全て朝臣）にまで減少する[42]。

このように、元々ヤマト王権との政治的関係性の表現として登場したカバネは、天武朝における皇親政治の進展と律令制・官僚制の整備と共に八色の姓という形で再編され、官人たちは人事上の必要性から上位のカバネを競って求めるようになったものと見られる。再編されたカバネは本質的に皇室に奉仕する官僚に天皇から与えられるものであったが、その重要性は官位が特定の氏に独占されていくと共に失われていった。そして最終的に藤原氏が政権を掌握すると共に、カバネの高低はその実質的な意義を喪失した。

## カバネの形骸化と廃止

### 中世
平安時代後期以降という中世となると、律令体制の瓦解と共に広く「国民」に付与されていた氏が形骸化し戸籍に登録されることもなくなると、代わって字（アザナ）が普及していった。字は源氏の次男であれば源次といった形で設定されたが、他者と重複して判別に困難をきたすようになると、字に本領の地名を含めるようになった（例えば平永衡は伊具郡から字を「伊具十郎」、吉彦秀武は字を「荒川太郎」とした）。地名を字に含める習慣は平安時代中期頃までに一般化したが、時代とともに字は地名部分「字」と太郎や与一などの残りの部分「名（ミョウ）」に分けて考えられるようになり、合わせて「名字（ナアザナ、後にミョウジ）」と呼ばれるようになった。当初は名字は個人レベルで設定されていたが、父系制の確立と平行して一族の間で継承されるものとして固定化した。中央の公家の場合も同様の潮流の中にあったが、有力な氏では、家長の邸宅が名字に用いられた。古代以来の伝統を汲んで氏上（氏長者）が代々別の場所に居を構えた時代には一代毎に名字は変わったが、やがて鎌倉時代頃までには家長が中核となる本題（邸宅）を引き継ぐようになり名字も固定化した（近衛北室町東邸を代々継承する「近衛」名字）、九条富小路邸を代々継承する「九条」名字など）。こうして家長の住居（本題）を中核とする一族（名字族）が形成され、例えば藤原氏からは近衛・九条・三条・勘解由小路・吉田・葉室・西園寺・大炊御門・徳大寺といった固定化された名字が形成されていった（西園寺など一部は邸宅ではなく菩提寺などから名字を形成している）。名字の使用は武士の間でも同様に進み、地方に進出した武士層は開発に携わった土地や本領の地名を名字として一門（名字族）を形成していった。

### 鎌倉時代以降
名字を用いる習慣は鎌倉時代に入る頃には日本に完全に定着し、カバネを冠する古代の氏（ウヂ）とは異なる階層の一族・一門を形成した。それでも、古代以来の氏は人々に意識され続けてはおり、カバネは制度としては明治時代初期まで命脈を保った。かつて多種多様に存在した氏は、平安時代を通じて再編と改名を繰り返し、一方で地方の有力者や出自不明の者が勝手に氏名を名乗る例も続出した。その過程で氏の数は次第に整理され、源氏・平氏・藤原氏・橘氏・紀氏・伴氏・菅原氏・大江氏など10余りにまで数を減らした。とりわけ前四者（源平藤橘）は四姓と呼ばれ、日本における代表的な氏となる。名字の使用が一般化した中世以降も朝廷の冠位を得るためには一定の格を持つ氏を必要としたことから、武家の大名も源平藤橘を始めとした氏名を使用した。特にその使用が継続したのは任官や所領に関わる公文書であり、足利将軍家や徳川家康などもこうした公文書では「源朝臣」を称しており、羽柴秀吉も近衛家の養子に入ることで「藤原朝臣」を称している。その後、秀吉は朝廷から与えられる形で新たに「豊臣朝臣」という新たな氏姓を創出し、豊臣の氏姓と羽柴の名字を諸大名に与えている。

### 江戸時代
江戸時代には武家や民間では苗字（名字）と「通称」を組み合わせて日常の人名として使用する習慣が一般化し、源や藤原といった氏名（本姓）や実名（名乗）は通常の人名としての機能を喪失していった。ここで言う通称とは苗字と名前で構成される人名のうち下の名前側のことであるが、この通称は官名（播磨守、大和守、図書頭など）、疑似官名（播磨、内膳など、本物の官名の一部を取り出したり、実在しないが官名のように見える名称）、一般通称（名頭に～右衛門、～左衛門、～三郎、～兵衛、などの人名符号を付けたもの）に大別できる。この通称によって「松平土佐守」「南部大膳大夫」「毛利銀三郎」といった人名が構成された。これら一般に使用される苗字と通称は古代以来の姓名（氏名と実名）とは別物として取り扱われた。姓名の「名」にあたる部分が「実名（ジツミョウ）」であり、一般には「名乗（ナノリ）」と呼ばれた。名乗（実名）は「武元」「宣義」「光久」など漢字二字で構成される。これらの「名乗」は非常に丁寧な書面に付される「名乗書判（花押と共に書かれる本人のサイン）」にのみ使用され、「実名」であるにもかかわらず人名として使用されることはなくなっていた。

#### 朝廷や武家
このように氏名と実名が人名として日常的に使用されることがなくなったため、氏名に冠されるカバネが使用される機会も無くなっていた。一方で、京都の朝廷においてはあくまで古代以来の氏名と実名こそが正式な人名であるという認識が維持され続けた。武家が人名として「官名」を使用するのと同じように「左大臣」「大学頭」といった官名が通称として使用され、一条左大臣のように苗字と通称を合わせたものが事実上の「人名」として使用されたが、朝廷の公家の間では苗字（名字）は「称号」と呼ばれ、これを正式な「人名」とはみなさなかった。朝廷の公式の文書では近衛・一条・鷹司などの「称号」ではなく藤原・源・平・橘などの氏名が使用され、下の名も「左大臣」「大学頭」といった通称ではなく「信堅」「家厚」などの漢字二字の実名があくまでも正式な「人名」として扱われた。このような朝廷の限られた正式の署名では「藤原朝臣」などのように氏名にカバネを付加する習慣が残存した。ただし、氏名を使用する場合でもカバネ（江戸時代の故実書等では「尸」と書かれた）を省略する場合が多かった。江戸時代に「姓名」と言った場合には氏名と実名を合わせたもの（藤原道長、源家康など）を指すため、カバネを表記する書式（藤原朝臣道長、源朝臣家康）は「姓尸名」として区別する場合が多い。このような朝廷と一般社会における人名認識の不一致は既に戦国時代には出来上がっており、天正年間には互いに実名を呼びあう公家の風習が奇異なものとして武家側に記録されている。

### 明治時代
朝廷と武家の少数派、多数派を占める一般層の間にあった人名に関する認識相違は明治維新の後、明治政府によって人名に関する規定が整備される中で混乱の元となった。
具体的に、明治政府の初期の中心人物には公卿出身者が多数おり、また形式上要職には公家の者が当てられることも多かった。彼らは朝廷の常識に基づいて人名管理を行うことを志向し、当初は公家の慣習に沿った規定が制定された。明治2年、明治政府は「官位記」の書式を制定に伴い、叙任にあたって人名は全てカバネを含めた「姓尸名」を使用して古代以来の「位署書」（官位・姓・尸・名の順で表記される書式）で記すことを定めた。この結果、初期の明治政府の公文書では大村益次郎は「藤原朝臣永敏」、大久保利通は「藤原朝臣利通」、大隈重信は「菅原朝臣重信」、山縣有朋は「源朝臣有朋」、伊藤博文は「越智宿禰博文」など、姓（カバネ）と諱（いみな、実名）によって表記することが通例とされた。これらの「朝臣」「宿禰」の真偽はともかくとして、天皇及び朝廷に仕えるために必要不可欠とされた氏・姓が用いられたものである。
しかし、このような「人名」の取り扱いは当時の一般の慣習からかけ離れており、大きな混乱をもたらした。明治3年に明治政府が諸藩に職員簿を「苗字・通称・姓（氏名）・実名」の書式で提出するよう求めた際には、姓尸不分明（氏・カバネが不明）の職員はどうすれば良いのか、また通称と実名が同一の場合の体裁が不格好などの問題が生じ、人名管理は著しく煩瑣なものとなった。その後、明治政府内で建前上擁立されていた旧公卿らが次第に要職を離れ、実務を担っていた薩長土肥の元藩士らが名実ともに官職を担うようになるにつれ、人名に関する復古的な潮流も急速に流れを変えた。

#### 廃止・苗字実名表記へ統一
明治4年10月12日（1871年11月24日）、姓尸不称令（せいしふしょうれい、明治4年太政官布告第534号）が出され、一切の公文書に「姓尸」（姓とカバネ）を表記せず、「苗字實名(苗字実名)」のみを使用することが定められた。これに先立ち、明治政府は、明治3年（1870年）の平民苗字許可令（明治3年太政官布告第608号）、明治5年（1872年）の壬申戸籍編纂の二段階によって、「氏（シ、うじ）=姓（セイ、本姓）=苗字=名字」の一元化を行い、明治維新以後の氏・姓・通称・実名をめぐる混乱を収拾した。これによって「藤原」などの旧来の氏、「朝臣」などのカバネは、その役割を完全に終えた。この壬申戸籍以後、旧来のカバネは、それと一体化していた旧来の氏と共に、法的根拠をもって一本化された「氏（シ、うじ）=姓（セイ、本姓）=苗字=名字」に完全に取って代わられることとなる。この新たな氏姓制度が日本国民全員に確立されたのは、明治8年（1875年）の平民苗字必称義務令（明治8年太政官布告第22号）によってである。

## 研究史
ウヂ・カバネについての研究は江戸時代後期、国学者本居宣長の考察に始まる。本居宣長の著作『古事記伝』の注釈ではカバネ（加婆禰）とはウヂ（宇遅）を尊ぶ号であり、氏そのもの、朝臣宿禰のような氏名の下に付加される号、そして氏名と朝臣宿禰の類を連ねたものいずれもがカバネと言われるとされている。このカバネの用法についての本居宣長の理解は現代においても的確な物とされる。その他、江戸期の国学者によるカバネへの言及には谷川士清、河村秀根、細井貞雄らによるものがある。
近代歴史学が始まって以降、カバネ制度についての初の本格的・網羅的研究とされるのは太田亮（1917年）による研究である。太田はカバネは元々は豪族たる身分を表す称号であったが、それがヤマト朝廷の官職名となり。そして官職は世襲のものであったため、一族全体の称号となっていったものであるとし、古代のカバネは朝廷の官職としての性格とウヂの爵位としての性格を併せ持っていたと述べている。太田の分類によれば「君」「臣」「連」などは爵位的、「直」「造」「首」などは官職的なカバネであり、「君」「臣」「連」など爵位的な性格のカバネの違いは出自の差異によるもので、「君」は開化天皇以前の皇裔、「臣」は孝元天皇以前の皇裔、「連」は神裔のウヂのカバネであった。そして官職的カバネの方が爵位的カバネより先行して制度として整備されたとする。その後、1950年に阿部武彦が発表した論文が今日の通説の骨格をとなった。阿部は、太田が述べるような「出自」に基づく爵位的なカバネの登場は天武朝に入ってからであり、古代のカバネの違いは出自よりもヤマト王権の政治組織における地位・職掌の差異に由来するとした。即ち「君」は遠隔地の半独立的なウヂ、「臣」は大王と連合政権を構成したウヂ、「連」は古い品部・伴造、「造」は連によって統率される現地の品部や6世紀以降渡来人を中心に公正された新たな品部、「直」は国造といったように、その職掌や歴史的経緯によってカバネが割り振られていったとする。大田亮・阿部武彦とも、「君」「臣」「連」といった漢字表記は「キミ」「オミ」「ムラジ」という倭語に当てられたものであったとする点では共通している。
1978年、埼玉県行田市の稲荷山古墳で銘入りの鉄剣が出土した（稲荷山古墳出土鉄剣）。この銘文には、「ワカタケル大王（一般に雄略天皇とみなされる）」に杖刀人の首として奉事したという乎獲居（ヲワケ）臣という人物の系譜が記されており、「辛亥年（471年）」という年も記載されていた。この発見はカバネ研究においても重要であった。稲荷山鉄剣銘には人名表記や役職名表記に「乎獲居臣」「杖刀人首」などのように後のカバネを連想させる漢語表記の称号、および「比垝（ヒコ）」「足尼（スクネ）」「獲居（ワケ）」といった字音表記の称号が付されている。これらがカバネであるのかそうでないのか（例えば「臣」は「オミ」ではなく漢語の「シン」に由来する役職である可能性など）はカバネの理解にとって重要な意味を持つ。
山尾幸久は阿部武彦の見解に基づいた通説的理解に対し、『日本書紀』において「百官」の「群臣」がほとんどの場合「臣連等」と「伴造等」に二分されていること、「連」姓の氏に「尾張連」「狭井連」「手嶋連」など地名を氏名とする氏族が存在することや、『日本書紀』巻6（垂仁紀）に「土部連」から「土部臣」への改姓記事があることなどを指摘し、「臣」「連」や「造」といったカバネ差異は本質的には出自の差異（皇別の「臣」、神別の「連」であり、職掌や政治的地位とカバネが直結していたわけではないとした。
近年では、中村友一は古代のカバネの区分について次のようにまとめている。「姓（引用注：カバネ）は氏の体（テイ・体裁や性格などの意）を示すものと考える。つまり、姓は氏の職掌・出自・本拠地・格などを総合して賜与されたもので、天皇の裁量によるものであり、賜与対象の性格は曖昧である」。実際のところ「臣」や「連」といったそれぞれのカバネは、臣姓氏族に地名を氏名とするものが多く、連姓氏族に職掌を持つものが多いという傾向が認められるが、例外も少なくなく、通説的理解によってカバネの実態が完全に解明されているわけではない。一方で、皇別の「臣」・神別の「連」といったような出自がカバネの差異となったという理解をとったとしても、臣姓氏族に皇別氏族が多く連姓氏族に神別氏族が多いという傾向こそあるものの、やはり例外を含み出自のみでカバネの区分を説明することは困難である。

### カバネの成立時期
カバネの前提となる氏（ウヂ）の成立時期は概ね5世紀半ばから6世紀前半とするのが通説である。カバネの成立時期もそれに対応して5世紀半ばから6世紀前半と見るのが一般的である。カバネの成立時期をはっきりと特定できる記録は存在しないため、古記録に登場する人名に付された称号がカバネであるかどうかという見解によって成立時期が研究者によって前後し、稲荷山鉄剣銘に現れる称号をカバネと見て雄略朝期（5世紀後半）の成立を想定する説や6世紀に登場「人」字をカバネと見て、この時期にカバネの成立を想定する説、6世紀後半の「造」の登場をもってカバネの成立と見る阿部武彦の説などがある。一方で、制度的整備が明確に行われたことを重視し、カバネの成立を天武朝における八色の姓の成立時期と見る見解もあり、この場合カバネは7世紀後半に律令制の成立や戸籍（庚午年籍、庚寅年籍）の整備と平行して成立したと説かれる。中村友一によれば、このような時期設定の差異は方法論の差異にも由来しており、金石文を中心とする立場と『日本書紀』の信頼できる年代以降の記述を重視する立場に大別され、それが成立時期に関する見解の差異にも結びついているという。いずれにせよ、こうした制度はある時点で突如完璧に整備されたものとして登場することはありえず、慣習法的なものから段階的・暫時的に成立し改編されながら整備されていったものと考えられ、カバネの成立時期の捉え方には氏姓の研究に対する方法論や観点が影響する。